# JB Blanc
Jean-Benoît Blanc (Parijs, 13 februari 1969) is een Frans acteur, stemacteur en regisseur. Blanc is het meest bekend door zijn werk in computerspellen en animatieseries.

## Biografie
Blanc werd geboren in Parijs, Frankrijk, en heeft een Engelse moeder en een Franse vader. Hij verhuisde met zijn moeder naar Yorkshire, Engeland toen hij vier jaar oud was, waar hij opgroeide en naar school ging. Blanc studeerde uiteindelijk af aan de Royal Academy of Dramatic Art (RADA) in 1990. Hij werkte meer dan 15 jaar in het theater in Groot-Brittannië.

## Filmografie

### Als acteur

#### Films
Inclusief korte films
| Jaar | Titel                                    | Rol                                      |
| ---- | ---------------------------------------- | ---------------------------------------- |
| 1993 | Shadowlands                              | Undergraduate                            |
| 2000 | 102 Dalmatiërs                           | Police Captain                           |
| 2002 | The Count of Monte Cristo                | Luigi Vampa                              |
| 2006 | Tristan & Isolde                         | Leon                                     |
| 2006 | Garfield 2                               | Hotel Porter                             |
| 2007 | Pirates of the Caribbean: At World's End | Clerk                                    |
| 2008 | The Incredible Hulk                      | Hulk, Abomination (stem)                 |
| 2009 | Moonlight Serenade                       | Paul Holtzman                            |
| 2009 | Justice/Vengeance                        | Joseph, Mendel, Schrager (stem)          |
| 2011 | Too Big to Fail                          | Alistair Darling                         |
| 2012 | Red Dawn                                 | Newscaster                               |
| 2013 | The Lift                                 | Albert Brown                             |
| 2013 | More Information Please                  | Voice of Willson National Bank           |
| 2014 | Iesodo: Joy                              | King Harold, Emperor Gus, Eagle LT., Mel |
| 2015 | Bastards y Diablos                       | Gabriel Rojas                            |
| 2015 | Flowers in December                      | Donald                                   |
| 2016 | War Dogs                                 | Bashkim                                  |

#### Anime
| Jaar | Titel                                         | Rol                                       |
| ---- | --------------------------------------------- | ----------------------------------------- |
| 2001 | I My Me! Strawberry Eggs                      | Fortune Teller                            |
| 2001 | Hellsing                                      | Priest, Enrico Maxwell                    |
| 2003 | L/R: Licensed by Royalty                      | Rowe Rickenbacker                         |
| 2003 | Texhnolyze                                    | Keitaro Mizuno                            |
| 2004 | Daphne in the Brilliant Blue                  | Lee                                       |
| 2004 | Ghost in the Shell: Stand Alone Complex       | Snow                                      |
| 2004 | R.O.D the TV                                  | Joe 'Joker' Carpenter                     |
| 2004 | Monster                                       | Roberto, British Man                      |
| 2005 | Gun x Sword                                   | Domingo                                   |
| 2006 | Freedom                                       | Chairman                                  |
| 2006 | Bleach: Memories of Nobody                    | Jai                                       |
| 2007 | Naruto                                        | Pakkun, Jiga, Gosunkugi                   |
| 2007 | Mega Man Star Force                           | Detective Bob Copper                      |
| 2007 | Bleach: The DiamondDust Rebellion             | Sajin Komamura                            |
| 2007 | Blue Dragon                                   | Lt. Dragnov, Gran Kingdom General         |
| 2008 | Code Geass                                    | Kolchak, General Upson                    |
| 2008 | Bleach: Fade to Black                         | Sajin Komamura                            |
| 2009 | Kurokami: The Animation                       | General Gustav, Howard                    |
| 2009 | Three Delivery                                | Meerdere Rollen                           |
| 2009 | Redline                                       | Lynchman                                  |
| 2010 | Eve no jikan                                  | Atsuro Masaki                             |
| 2010 | Naruto Shippuden the Movie: The Lost Tower    | Mukade, Anrokuzan                         |
| 2010 | Gormiti: The Lords of Nature Return!          | Fiery Hammer                              |
| 2011 | Wolverine                                     | Koh, Omega Red, Arkady Rossovich          |
| 2011 | Onigamiden                                    | Meerdere Rollen                           |
| 2011 | Hellsing Ultimate                             | Enrico Maxwell                            |
| 2011 | Marvel Anime                                  | Omega Red, Arkady Rossovich, Deacon Frost |
| 2011 | Blade                                         | Deacon Frost, Vampire, Helicopter Pilot   |
| 2011 | Bleach                                        | Sajin Komamura, Ginrei Kuchiki, Genga     |
| 2012 | Animen: The Galactic Battle                   | Captain Hered                             |
| 2012 | Persona 4: The Animation                      | Ryotaro Dojima                            |
| 2012 | Huntik: Secrets and Seekers                   | Guggenheim, Eathon Lambert, Klaus         |
| 2012 | 009 Re:Cyborg                                 | Great Britain, Cyborg 007                 |
| 2013 | Berserk: The Advent                           | Silat                                     |
| 2013 | Iron Man: Rise of Technovore                  | Obadiah Stane                             |
| 2014 | Avengers Confidential: Black Widow & Punisher | Orion                                     |
| 2014 | Mobile Suit Gundam Unicorn 7                  | Alberto Vist                              |
| 2014 | Mobile Suit Gundam Unicorn                    | Alberto Vist                              |
| 2015 | Digimon Fusion                                | Volcanomon                                |
| 2015 | Lupin III                                     | Percival Gibbons                          |
| 2016 | Naruto Shippuden                              | Pakkun, Sasori                            |
| 2016 | Da Hai                                        | Lingpo                                    |
| 2020 | Castlevania                                   | Meerdere Rollen                           |

#### Animatie
| Jaar | Titel                                  | Rol                                           |
| ---- | -------------------------------------- | --------------------------------------------- |
| 2007 | Revisioned: Tomb Raider                | N/A                                           |
| 2008 | Biohazard Regeneration                 | Meerdere Rollen                               |
| 2010 | Black Panther                          | Batroc the Leaper, Black Knight, Prison Guard |
| 2010 | Une vie de chat                        | Victor Costa                                  |
| 2010 | Iron Man                               | Professor Michelinie                          |
| 2010 | Winx Club 3D: Magica avventura         | Erendor                                       |
| 2011 | El gran milagro                        | Don Chema                                     |
| 2011 | Le tableau                             | The Painter                                   |
| 2012 | The Avengers: Earth's Mightiest Heroes | Dirk Garthwaite, Wrecker, Heimdall            |
| 2012 | Delhi Safari                           | The Director, Prime Minister                  |
| 2014 | Shelf Life                             | Wizdorf                                       |
| 2014 | Avengers Assemble                      | Mangog                                        |
| 2014 | Ultimate Spider-Man                    | Titus, Chitauri #2                            |
| 2014 | Beware the Batman                      | Alfred Pennyworth, Batcomputer, The Key       |
| 2014 | Transformers: Rescue Bots              | Ansel Ambrose                                 |
| 2014 | The Snow Queen 2                       | Officer                                       |
| 2015 | Hulk and the Agents of S.M.A.S.H.      | Red Ghost                                     |
| 2015 | Turbo FAST                             | Riden Hardshell, Ari Goldfish, Snail Vendor   |
| 2015 | Be Cool, Scooby-Doo!                   | Colander, Vic                                 |
| 2016 | Sheep Wolves                           | Lui                                           |
| 2016 | Lego Scooby-Doo!: Haunted Hollywood    | Atticus Fink                                  |
| 2016 | Peter Rabbit                           | Tommy Brock, Mr. Bouncer, Ginger              |
| 2016 | Ma vie de Courgette                    | Meerdere Rollen                               |
| 2016 | TripTank                               | Poseidon, Elephant, Caller                    |
| 2016 | Lastman                                | Meerdere Rollen                               |
| 2017 | Justice League Dark                    | Abnegazar, Merlin                             |
| 2017 | Jeff & Some Aliens                     | Alien Video Host, Butler                      |
| 2017 | The Jetsons & WWE: Robo-WrestleMania!  | Usher Robot                                   |
| 2017 | Guardians of the Galaxy                | Titus                                         |
| 2017 | All Hail King Julien: Exiled           | Jarsh-Jarsh, Mountain Lemur Captain, Benson   |
| 2017 | Penn Zero: Part-Time Hero              | Captain of the Guard                          |
| 2017 | Dragons: Race to the Edge              | Ryker, Jarg                                   |
| 2017 | Jungle Inferno                         | Saxton Hale                                   |
| 2017 | All Hail King Julien                   | Mountain Lemur Captain, Benson, Jarsh Jarsh   |
| 2018 | Pickle and Peanut                      | Meerdere Rollen                               |
| 2018 | Marvel Future Avengers                 | Ares, Ursa Major                              |
| 2018 | Califia and the Timeless Sentries      | William Tell                                  |
| 2018 | Little Big Awesome                     | Derby, Red Pen, Cauliflower                   |
| 2019 | Love, Death & Robots                   | Supervisor, British Man                       |
| 2019 | Kung Fu Panda: The Paws of Destiny     | General Fang, Chow Guard #1, Blue Dragon      |
| 2019 | Scooby-Doo and Guess Who?              | Antiques Dealer                               |
| 2019 | OK K.O.! Let's Be Heroes               | Coach                                         |
| 2019 | Soliloquy or The Goose                 | Boris                                         |
| 2019 | Spies in Disguise                      | Agency Employee #2, Marcy's Agent #3          |
| 2020 | The Owl House                          | Abomination Teacher                           |

#### Series
| Jaar | Titel                 | Rol                       |
| ---- | --------------------- | ------------------------- |
| 1996 | Brand meester         | Bryan                     |
| 1998 | Vanity Fair           | Hussar                    |
| 2004 | Dr. Vegas             | Fraser                    |
| 2005 | NYPD Blue             | Alex Stratis              |
| 2006 | Prison Break          | Jerry Curtin              |
| 2007 | The Company           | Manuel Piniero            |
| 2008 | The Unit              | Dr. Leon Rocha            |
| 2008 | Crash                 | Donal                     |
| 2009 | Raising the Bar       | Johan Sharifi             |
| 2010 | CSI: NY               | Tripp Walker              |
| 2010 | Cold Case             | Paul Shepard '10          |
| 2010 | I'm in the Band       | Agent Yurislavislavislavi |
| 2010 | Nikita                | Timur Ahmedov             |
| 2012 | Breaking Bad          | Dr. Barry Goodman         |
| 2012 | Vegas                 | Max Chandler              |
| 2013 | Burn Notice           | Ivan                      |
| 2015 | Shameless             | Hanzi                     |
| 2015 | Impress Me            | Director Nough            |
| 2015 | Talking Voices        | Interviewee               |
| 2015 | Masters of Sex        | Mahdi                     |
| 2015 | The Brink             | Gideon Peretz             |
| 2017 | Wisdom of the Crowd   | Greg Stavros              |
| 2018 | Level Up Norge        | Drongo                    |
| 2018 | NCIS: Los Angeles     | Anzor Daudov              |
| 2018 | Adam Ruins Everything | N/A                       |
| 2019 | Barry                 | Batir                     |
| 2020 | Better Call Saul      | Dr. Barry Goodman         |

#### Computerspellen
| Jaar | Titel                                                 | Rol                                                     |
| ---- | ----------------------------------------------------- | ------------------------------------------------------- |
| 1997 | Devil Summoner: Soul Hackers                          | Shopkeep A, Shopkeep C                                  |
| 2003 | Star Wars: Knights of the Old Republic                | Meerdere rollen                                         |
| 2004 | Naruto: Ultimate Ninja 2                              | Pakkun, The First Hokage, Merchant                      |
| 2004 | EverQuest II                                          | N/A                                                     |
| 2005 | Radiata Stories                                       | Lucian                                                  |
| 2005 | Grandia III                                           | Kornell                                                 |
| 2005 | 007: From Russia with Love                            | Kerim Bey                                               |
| 2005 | Naruto: Narutimetto hîrô 3                            | Pakkun, Passerby, The First Hokage                      |
| 2006 | Enchanted Arms                                        | Meerdere Rollen                                         |
| 2006 | Ace Combat Zero: The Belkan War                       | Dimitri Heinrich                                        |
| 2006 | Naruto: Ultimate Ninja Heroes 2: The Phantom Fortress | Pakkun                                                  |
| 2006 | SOCOM: U.S. Navy SEALs Fireteam Bravo 2               | Aiken O'Rourke                                          |
| 2006 | Bleach: Shattered Blade                               | Arturo Plateado                                         |
| 2007 | Naruto Shippûden: Ultimate Ninja 4                    | Pakkun, Scholar, Sasori                                 |
| 2007 | Operation Darkness                                    | Oskar Dirlewanger, SIS Agent, W Heer Schutze            |
| 2007 | The Golden Compass                                    | Inspector Watts, Ragnar, Bram                           |
| 2008 | The Abbey                                             | Leonardo De Toledo                                      |
| 2008 | Tales of Symphonia: Dawn of the New World             | Brute Lualdi                                            |
| 2008 | ZEN Pinball                                           | Hulk                                                    |
| 2008 | Persona 4                                             | Ryotaro Dojima                                          |
| 2008 | Street Fighter IV                                     | El Fuerte, Keith Wolfman                                |
| 2008 | Tales of Vesperia                                     | Leblanc, Barbos, Natz                                   |
| 2008 | Dark Horizon                                          | N/A                                                     |
| 2008 | Silent Hill: Homecoming                               | Meerdere Rollen                                         |
| 2008 | Tenchu 4                                              | Kinzo Gondaira                                          |
| 2008 | Crimson Gem Saga                                      | Brad, Montague, Principal                               |
| 2008 | Command & Conquer: Red Alert 3                        | MBT-X8 Guardian Tank, Mirage Tank                       |
| 2008 | Naruto: Ultimate Ninja Storm                          | Pakkun, The First Hokage                                |
| 2008 | Gothic 3: Forsaken Gods                               | Hero                                                    |
| 2008 | World of Warcraft: Wrath of the Lich King             | Mage Lord Urom, Ignis The Furnace Master                |
| 2008 | Klonoa: Door to Phantomile                            | Ghadius, Soleil                                         |
| 2009 | Coraline                                              | Mr. Sergei Alexander Bobinsky                           |
| 2009 | Star Ocean: The Last Hope                             | N/A                                                     |
| 2009 | Wanted: Weapons of Fate                               | French Grunt, Chicago Grunt                             |
| 2009 | Red Faction: Guerrilla                                | N/A                                                     |
| 2009 | Naruto Shippûden: Legends: Akatsuki Rising            | Sasori                                                  |
| 2009 | Operation Flashpoint: Dragon Rising                   | Marine                                                  |
| 2009 | League of Legends                                     | Braum                                                   |
| 2009 | Final Fantasy Crystal Chronicles: The Crystal Bearers | Latov                                                   |
| 2009 | ABC Murders                                           | N/A                                                     |
| 2009 | Naruto Shippûden: Clash of Ninja Revolution 3         | Hiruko                                                  |
| 2009 | Biohazard: The Darkside Chronicles                    | Brian Irons                                             |
| 2009 | Yoga Wii                                              | Yoga Instructor                                         |
| 2009 | Naruto Shippûden: Ultimate Ninja Heroes 3             | Sasori                                                  |
| 2009 | Final Fantasy XIII                                    | Cocoon Inhabitants                                      |
| 2010 | Darksiders                                            | Ulthane                                                 |
| 2010 | Dante's Inferno                                       | Alighiero                                               |
| 2010 | Jakers: The Adventures of Piggley Winks               | Meerdere Rollen                                         |
| 2010 | Super Street Fighter IV                               | El Fuerte                                               |
| 2010 | Despicable Me                                         | Dr. Nefario                                             |
| 2010 | Sengoku Basara Samurai Heroes                         | Warriors                                                |
| 2010 | H.A.W.X.2                                             | Meerdere Rollen                                         |
| 2010 | Arcania: Gothic 4                                     | Meerdere Rollen                                         |
| 2010 | Naruto Shippûden: Ultimate Ninja Storm 2              | Hiruko                                                  |
| 2010 | Ys: The Oath in Felghana                              | Berhardt, Dewey, Narrator                               |
| 2010 | World of Warcraft: Cataclysm                          | Asaad, High Priest Venoxis                              |
| 2010 | Marvel Pinball                                        | Meerdere Rollen                                         |
| 2011 | Section 8: Prejudice                                  | Blackburn                                               |
| 2011 | Operation Flashpoint: Red River                       | Marines                                                 |
| 2011 | Infamous 2                                            | Cops, Militia, Ice Guys                                 |
| 2011 | TERA: The Exiled Realm of Arborea                     | Castanic, Dunkan Menium, Popori                         |
| 2011 | Ace Combat: Assault Horizon                           | Ace Combat: Assault Horizon                             |
| 2011 | Naruto Shippûden: Ultimate Ninja Impact               | Sasori                                                  |
| 2011 | Infamous 2: Festival of Blood                         | Male Pedestrians                                        |
| 2011 | Uncharted 3: Drake's Deception                        | Hired Thugs, Marlowe's Agents, Multiplayer Characters   |
| 2011 | Call of Duty: Modern Warfare 3                        | Le Sabre, AC130 Pilot                                   |
| 2011 | The Elder Scrolls V: Skyrim                           | Florentius Baenius                                      |
| 2011 | Saints Row: The Third                                 | Zin-Yak, Pedestrian                                     |
| 2011 | Kinect Disneyland Adventures                          | N/A                                                     |
| 2011 | Assassin's Creed: Revelations                         | Tarik Barleti, Constantinople Vendor, Ottoman Guard     |
| 2011 | Final Fantasy XIII-2                                  | Meerdere Rollen                                         |
| 2011 | Uncharted: Golden Abyss                               | Robert Guerro                                           |
| 2011 | Star Wars: The Old Republic                           | Droid Assassin, General Hesker, Lord Lokar              |
| 2012 | Madagascar 3: The Video Game                          | People of Paris                                         |
| 2012 | Kingdoms of Amalur: Reckoning                         | Nyralim                                                 |
| 2012 | Zero Escape Volume 2: Virtue's Last Reward            | Tenmyouji                                               |
| 2012 | Binary Domain                                         | Meerdere Rollen                                         |
| 2012 | Ninja Gaiden III: The Ancient Ship of Doom            | Meerdere Rollen                                         |
| 2012 | Kinect Rush: A Disney-Pixar Adventure                 | N/A                                                     |
| 2012 | Diablo III: Wrath                                     | Diablo                                                  |
| 2012 | Diablo III                                            | Meerdere Rollen                                         |
| 2012 | Tom Clancy's Ghost Recon: Future Soldier              | British Reporter                                        |
| 2012 | Persona 4 Golden                                      | Ryotaro Dojima                                          |
| 2012 | Juutekki                                              | N/A                                                     |
| 2012 | Marvel Pinball: Avengers Chronicles                   | Hulk                                                    |
| 2012 | Darksiders II                                         | Thane, Valus, Angel Hellguard                           |
| 2012 | World of Warcraft: Mists of Pandaria                  | Riko, Commander Durand, Manchu                          |
| 2012 | Resident Evil 6                                       | Enemies                                                 |
| 2012 | Assassin's Creed III: Liberation                      | Rousillion                                              |
| 2012 | Assassin's Creed III                                  | Dave Walston, Redcoat                                   |
| 2013 | Aliens: Colonial Marines                              | Andrews, Ethan                                          |
| 2013 | Metal Gear Rising: Revengeance                        | Boris                                                   |
| 2013 | Metro: Last Light                                     | Meerdere Rollen                                         |
| 2013 | Shin Megami Tensei IV                                 | Monk, Underling, Unfriendly Man                         |
| 2013 | Fuse                                                  | Luther Deveraux, Scientist #1                           |
| 2013 | Dragon's Crown                                        | Narrator                                                |
| 2013 | The Bureau: XCOM Declassified                         | Axis, General Deems, J. Edgar Hoover                    |
| 2013 | Saints Row IV                                         | Zinyak, Phillipe Loren                                  |
| 2013 | The Wonderful 101                                     | Wonder-Yellow, Gah-Goojin                               |
| 2013 | Killer Is Dead                                        | Victor, Giant Head                                      |
| 2013 | Infinity Blade III                                    | Meerdere Rollen                                         |
| 2013 | Skylanders: Swap Force                                | Spy Rise                                                |
| 2013 | LEGO Marvel Super Heroes                              | Captain Britain, Heimdall, Kraven the Hunter            |
| 2013 | Batman: Arkham Origins                                | Bane                                                    |
| 2013 | Assassin's Creed IV: Black Flag                       | Meerdere Rollen                                         |
| 2013 | Ben 10 Omniverse 2                                    | Insursean Scout                                         |
| 2013 | Knack                                                 | Dr. Vargas                                              |
| 2013 | Lightning Returns: Final Fantasy XIII                 | Assistant Director, Chef Aryas, Fireworks Boss          |
| 2014 | Guilty Gear Xrd: Sign                                 | Slayer                                                  |
| 2014 | Titanfall                                             | Commander Blisk                                         |
| 2014 | Hearthstone: Heroes of Warcraft                       | Meerdere Rollen                                         |
| 2014 | Diablo III                                            | Meerdere Rollen                                         |
| 2014 | The Elder Scrolls Online                              | Sheogorath, Male Dunmer #1, Male Altmer #1              |
| 2014 | The Amazing Spider-Man 2                              | Kingpin / Wilson Fisk                                   |
| 2014 | WildStar                                              | Caretaker, Ionis the Watcher, Luminai Male              |
| 2014 | Ultra Street Fighter IV                               | El Fuerte                                               |
| 2014 | Atelier Shallie: Alchemists of the Dusk Sea           | Theokhuga                                               |
| 2014 | Persona 4: Arena Ultimax                              | Ryotaro Dojima, Shuji Ikutsuki                          |
| 2014 | Middle-earth: Shadow of Mordor                        | Tower of Sauron, Thuggish Orc, Nemesis Orcs             |
| 2014 | Falling Skies: The Game                               | Dr. Buhari, Fighter Male                                |
| 2014 | Skylanders: Trap Team                                 | Spy Rise, Hood Sickle                                   |
| 2014 | Call of Duty: Advanced Warfare                        | Meerdere Rollen                                         |
| 2014 | LEGO Batman 3: Beyond Gotham                          | Swamp Thing, Arkillo, Penguin                           |
| 2014 | World of Warcraft: Warlords of Draenor                | Thruk, Exarch Hataaru, Packmaster Grokglok              |
| 2014 | Far Cry 4                                             | Meerdere Rollen                                         |
| 2014 | The Crew                                              | Omar                                                    |
| 2014 | Game of Thrones: A Telltale Games Series              | Malcolm Forrester, Thermund, Gared's Father             |
| 2014 | Mother of Myth                                        | Acis                                                    |
| 2015 | Evolve                                                | Griffin Hallsey                                         |
| 2015 | Code Name: S.T.E.A.M.                                 | Grant, Milton, Newscaster                               |
| 2015 | Director Nough                                        | Arcane Green Lantern, Nightmare Superman, Khaji Da      |
| 2015 | Heroes of the Storm                                   | Baleog                                                  |
| 2015 | LEGO Jurassic World                                   | Roland Tembo                                            |
| 2015 | Batman: Arkham Knight                                 | Fire Chief Underhill, Edward Burke, Officer Thraves     |
| 2015 | Persona 4: Dancing All Night                          | Ryotaro Dojima                                          |
| 2015 | Mad Max                                               | Top Dog                                                 |
| 2015 | Skylanders: SuperChargers                             | Spy Rise                                                |
| 2015 | Lego Dimensions                                       | Franz Krieger                                           |
| 2015 | Tom Clancy's Rainbow Six: Siege                       | Oryx                                                    |
| 2016 | Lego Marvel's Avengers                                | Trevor Slattery, The Other                              |
| 2016 | Master of Orion: Conquer the Stars                    | Bulrathi Advisor, Meklar Advisor, Trilarian Emperor     |
| 2016 | Uncharted 4: A Thief's End                            | Knot                                                    |
| 2016 | Paragon                                               | Drongo                                                  |
| 2016 | LEGO Star Wars: The Force Awakens                     | Meerdere Rollen                                         |
| 2016 | Batman: Arkham Underworld                             | Bane                                                    |
| 2016 | Deus Ex: Mankind Divided                              | Meerdere Rollen                                         |
| 2016 | World of Warcraft: Legion                             | Dargrul, Vrykul Mobs                                    |
| 2016 | Batman: Arkham VR                                     | Thug 2, Coroner                                         |
| 2016 | Mafia III                                             | Meerdere Rollen                                         |
| 2016 | Skylanders: Imaginators                               | Spy Rise, Hood Sickle, Ambush                           |
| 2016 | Titanfall 2                                           | Kuben Blisk                                             |
| 2016 | Call of Duty: Infinite Warfare                        | N/A                                                     |
| 2016 | Sutâ ôshan: Anamuneshisu                              | Meerdere Rollen                                         |
| 2017 | Horizon Zero Dawn                                     | Rost                                                    |
| 2017 | The Elder Scrolls Online: Morrowind                   | Meerdere Rollen                                         |
| 2017 | Minecraft: Story Mode - Season 2                      | Vos, The Admin                                          |
| 2017 | Fortnite                                              | Dr. Vinderman                                           |
| 2017 | Batman: The Enemy Within                              | Bane, GCPD 2, Agency Male                               |
| 2017 | XCOM 2: War of the Chosen                             | Reaper Soldier                                          |
| 2017 | Knack II                                              | Dr. Vargas                                              |
| 2017 | Middle-earth: Shadow of War                           | Dagor, Nazgûl, Nemesis Orcs                             |
| 2017 | Wolfenstein II: The New Colossus                      | Boldo Holomek, Sid Pereira                              |
| 2018 | World of Warcraft: Battle for Azeroth                 | Captain Jolly                                           |
| 2018 | Call of Duty: Black Ops 4                             | Mercenary Announcer                                     |
| 2018 | Lego DC Super-Villains                                | The Penguin, Ra's al Ghul, Bane                         |
| 2018 | Spyro Reignited Trilogy                               | Moneybags, Nevin                                        |
| 2018 | Darksiders III                                        | Avarice, Ulthane, Charred Council                       |
| 2018 | Artifact                                              | Marrowfell Brawler, Pitfighter of Quoidge, Vhoul Martyr |
| 2018 | Judgment                                              | Ozaki, Mitsugu Matsugane                                |
| 2019 | Apex Legends                                          | Caustic, Kuben Blisk                                    |
| 2019 | Metro Exodus                                          | Yermak, Khan, Desert Hermit                             |
| 2019 | Mortal Kombat 11                                      | Kano                                                    |
| 2019 | Harry Potter: Wizards Unite                           | Hagrid                                                  |
| 2019 | Indivisible                                           | Eurynomos, Crowd 2, Padmus                              |
| 2019 | Star Wars Jedi: Fallen Order                          | Prauf                                                   |
| 2020 | Legends of Runeterra                                  | Laurent Gatekeeper                                      |

### Als regisseur

#### Series
| Jaar | Titel                  |
| ---- | ---------------------- |
| 2003 | L/R: Licensed by Royal |

#### Computerspellen
| Jaar | Titel                          | Opmerkingen   |
| ---- | ------------------------------ | ------------- |
| 2004 | World of Warcraft              | Stemregisseur |
| 2014 | LEGO Batman 3: Beyond Gotham   | Stemregisseur |
| 2014 | Middle-earth: Shadow of Mordor | Stemregisseur |
| 2015 | Lego Dimensions                | Stemregisseur |
| 2016 | XCOM 2                         | Stemregisseur |
| 2016 | World of Warcraft: Legion      | Stemregisseur |
| 2017 | Middle-earth: Shadow of War    | Stemregisseur |
| 2017 | Fortnite                       | Stemregisseur |
| 2017 | XCOM 2: War of the Chosen      | Stemregisseur |
| 2020 | Legends of Runeterra           | N/A           |

### Als staf

#### Films
| Jaar | Titel                         | Opmerkingen   |
| ---- | ----------------------------- | ------------- |
| 2008 | The Informers                 | Dialect coach |
| 2009 | Henry John and the Little Bug | Acteer coach  |
| 2011 | Blood Oath                    | Dialoog coach |
| 2011 | Sugartown                     | Acteer coach  |
| 2014 | Rubber Soul                   | Dialoog coach |
| 2016 | Outlaws and Angels            | Dialect coach |

#### Computerspellen
| Jaar | Titel                                 | Opmerkingen      |
| ---- | ------------------------------------- | ---------------- |
| 2014 | Hearthstone: Heroes of Warcraft       | Co-stemregisseur |
| 2015 | Heroes of the Storm                   | Co-stemregisseur |
| 2016 | Overwatch                             | Co-stemregisseur |
| 2016 | Mafia III                             | Co-stemregisseur |
| 2017 | Horizon Zero Dawn                     | Co-stemregisseur |
| 2017 | Uncharted: The Lost Legacy            | Dialect coach    |
| 2018 | God of War                            | Stem coach       |
| 2018 | World of Warcraft: Battle for Azeroth | Co-stemregisseur |
| 2018 | Lego DC Super-Villains                | Co-stemregisseur |

- Library of Congress Control Number: no2011083675
- Virtual International Authority File: 170846988
- WorldCat: E39PBJf4cTPrxq7RF4mxFm6VG3